# Csizér

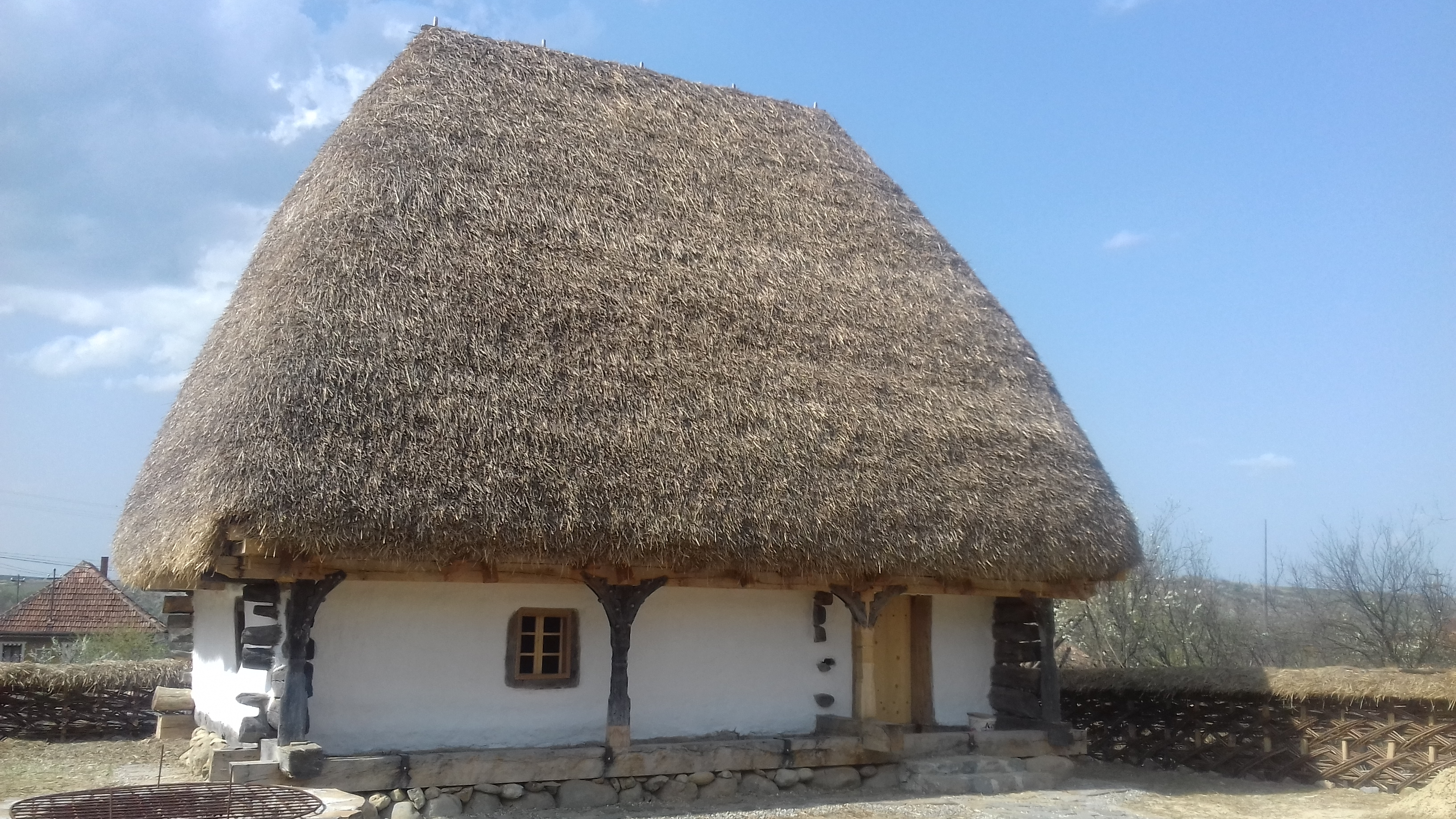
Falumúzeum

Csizér (Csízér, Cízér, románul: Cizer, népiesen Țâzăr) falu Romániában, Szilágy megyében.

## Fekvése
Zilahtól 35 km-re délnyugatra, a Meszes-hegység északnyugati lábánál, a Kraszna forrásvidékénél fekszik.

## Nevének eredete
1219-ben Cesar, 1329-ben Chyzer, 1575-ben Thizér néven említették. Neve személynévi eredetű, a csiszár ('fegyverkovács') szóval áll összefüggésben.

## Története
1219-ben a várjobbágyok és várnépek Kraszna várához tartozó várföldként követelték vissza. Ezzel szemben a Káta nemzetséghez tartozó  Magas Lénárd, Panyit fia, a Csaholyi család egyik őse megesküdött, hogy  a birtokot felmenőitől örökölte. Az 1300-as években Kraszna vármegyéhez és Valkó várához tartozott, és a csaholymonostorai Csaholyi család birtokolta. 1341-ben Csaholymonostori Péter fia, János saját és elődei birtokának állította, és ezt szomszédai és a Szatmár vármegyei nemesek is megerősítettek. Csaholyi János fia, „Nagy” Péter ekkor Meggyesi Simon ispán szepesi alvárnagya és Szatmár megye ülnöke volt. 1429-ben Zsigmond király udvari hívének, Csaholyi István János nevű fiának és Csaholyi Lászlónak boszniai törökellenes harcukért és ottani fogságba esésükért új adományul adta. Birtokát 1491-ben losonci Bánffi Dénes, Ferenc, László és Mihály között osztották fel, ettől kezdve a losonci Bánfi, majd a Báthori-család tagjainak birtoka volt, egészen 1777-ig, amikor Mária Terézia Cserei Farkas udvari tanácsosnak adta.
1715-ben lakatlanul állt. 1720-ban 18 háztartását számolták össze, közülük 10 jobbágy és 8 zsellér, 12 román és 6 magyar volt. Kraszna vármegyéhez, 1876-tól Szilágy vármegyéhez tartozott. Az 1808-ban végzett összeíráskor a gróf Teleki, a gróf és a báró Bánffy, a Boros és a Lakatos családok birtoka volt. 1967-ben hozzácsatolták Boján falut, amellyel egybeépült.
Az 1774-ben Horea, azaz Vasile Ursu Nicola által épített fatemplomát 1968-ban a kolozsvári szabadtéri néprajzi múzeumban állították föl.

## Népessége
- 1847-ben 823 lakosából 821 volt görögkatolikus és 2 római katolikus vallású.
- 1900-ban 1290 lakosából 1262 volt román és 27 magyar anyanyelvű; 1264 görögkatolikus és 21 zsidó vallású.
- 1993-ban a községben a házak 23%-a volt padlózatlan, 23%-a modern bútorzatú és 9%-ukban volt fürdőszoba. Lakosainak 12%-a végzett líceumot vagy egyetemet, 36%-a négy elemit vagy annál kevesebbet. 86%-uk itt is született. A családi gazdaságok 39%-ában még szőttek, 29%-ukban részben a ruházatukat is maguk készítették.
- 2002-ben 1741 lakosából 1541 volt román és 197 cigány nemzetiségű; 1631 ortodox, 68 görögkatolikus és 24 pünkösdista vallású.

## Látnivalók
- Egy 1780-ban épült parasztházat 1987-ben az iskola mellett állítottak föl és falumúzeumnak rendezték be.

## A kolozsvári skanzenban látható fatemplom részletei

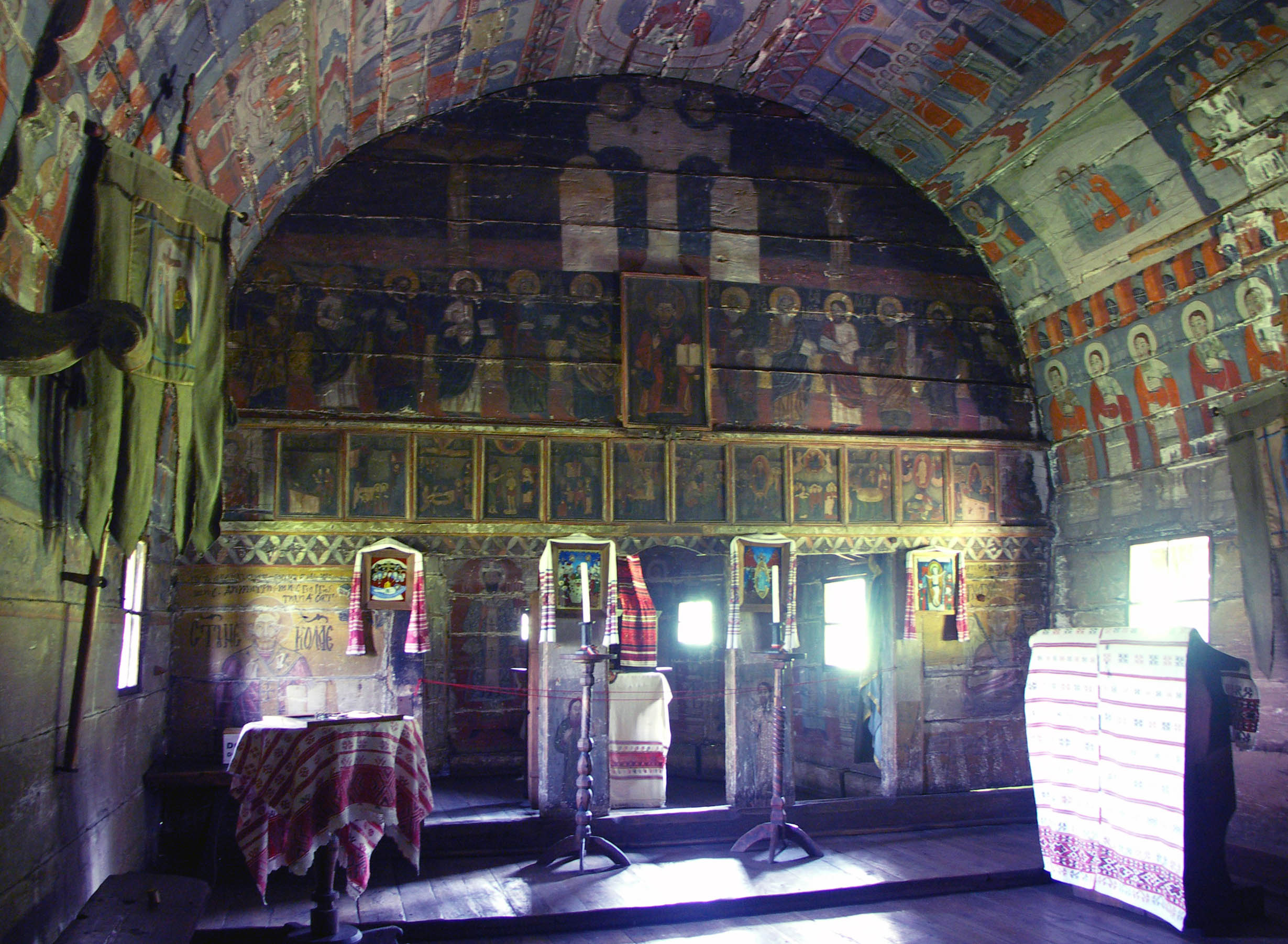
Templombelső
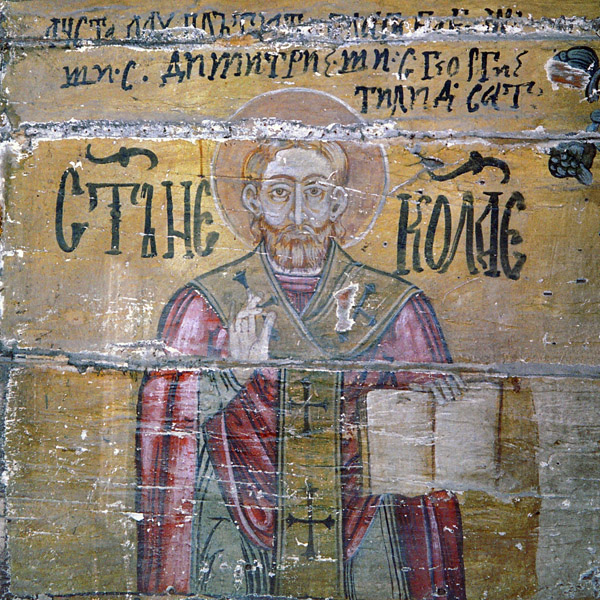
Szent Miklós ábrázolása az ikonosztázionon
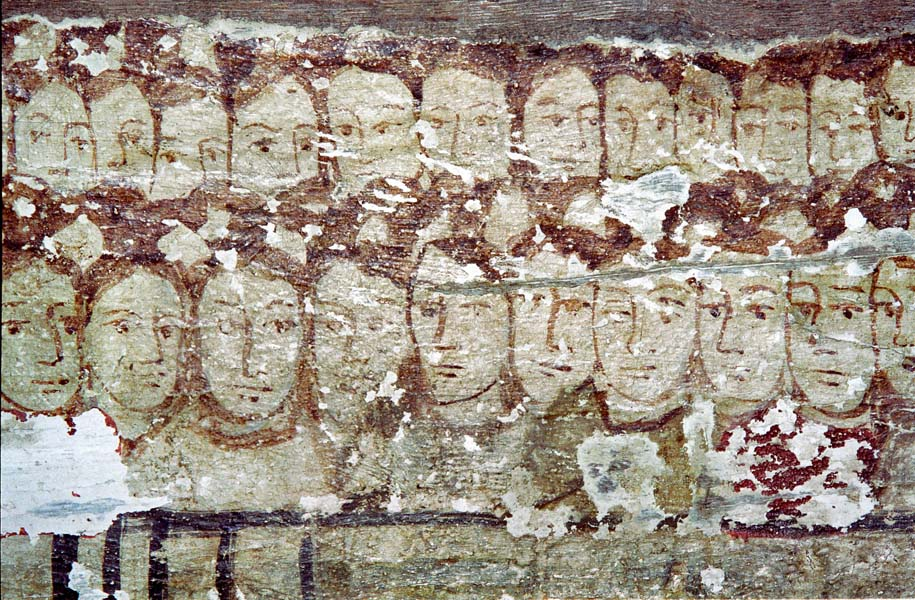
Az Ábrahám, Izsák és Jákob körül gyülekező igazak (falfestmény részlete a pitvar keleti faláról)
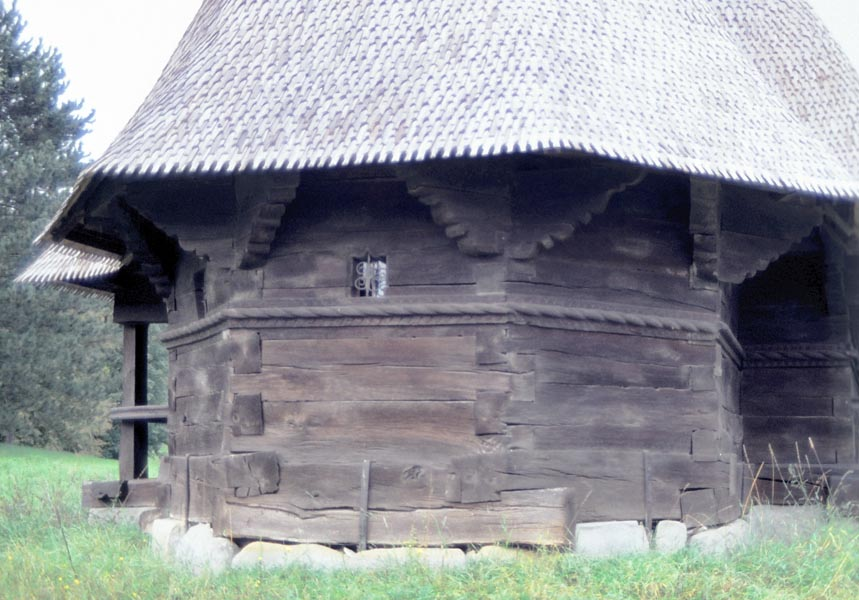
A templom apszisa
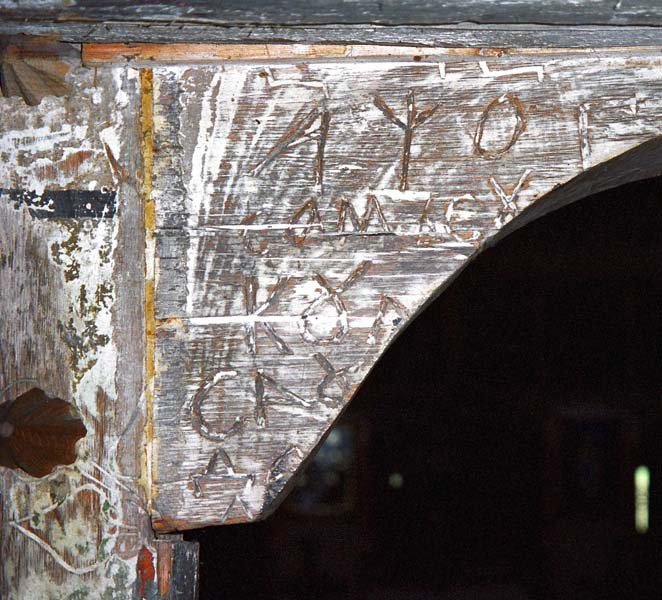
1773-ból származó, cirill betűs felirat az ajtótokról

## További információk

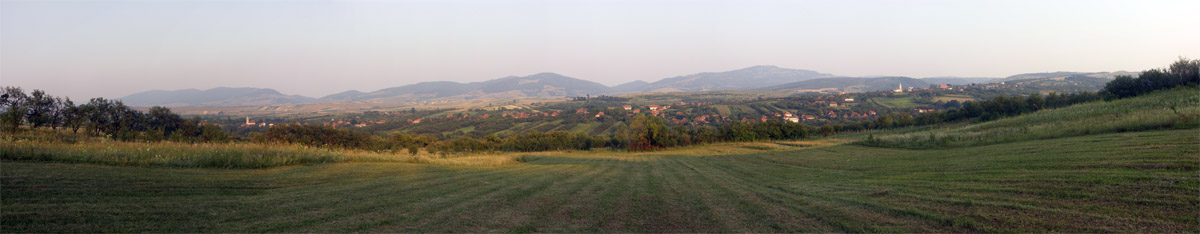
Panorámakép Csizérről, háttérben a Meszessel